# Distretto di Quilahuani
Il distretto di Quilahuani è un distretto del Perù, facente parte della provincia di Candarave, nella regione di Tacna.